# Waran karłowaty
Waran karłowaty, waran karzełkowaty, waran krótkoogonowy (Varanus brevicauda) – gatunek gada z rodziny waranowatych (Varanidae). Jest najmniejszym spośród wszystkich waranów.
OpisJak wszystkie warany ma długą szyję i dobrze rozwinięte kończyny, każda zakończona pięcioma palcami, silne pazury i potężny ogon, który nie podlega autotomii. Ubarwienie zazwyczaj brązowooliwkowe z jaśniejszymi oczkami. Ogon jest krótszy od połowy ciała.
RozmiaryDługość do 20 cm
Masa ciała 8–10 g.

WystępowanieZachodnia i środkowa Australia.
BiotopPreferuje suche tereny porośnięte australijską trawą Spinifex.
PokarmGłównie owady i inne stawonogi, mniejsze jaszczurki, jeśli tylko będzie w stanie je przełknąć przez swoje rozciągliwe szczęki pozwalające na przełknięcie zdobyczy większej od ich głowy.
BehawiorWiększość życia spędza samotnie, zamieszkuje nory. Aktywny w ciągu dnia. Chociaż ma bardzo dobre zmysły wzroku i słuchu to większość informacji czerpie dzięki narządowi Jacobsona, chemicznemu węchowi, któremu dostarczają informacji dotykając ustawicznie ziemi rozdwojonym językiem.
RozmnażanieSamica składa do jam w ziemi od 1 do 4 jaj. Wylęg następuje zależnie od temperatury po 70 do 100 dniach. Wylęgłe warany ważą około 1 do 2 gramów i mają tylko 2,5 do 5 cm długości. Dojrzałość płciową osiągającą w okresie po roku do półtora.